# Pribor za jelo
Pribor za jelo je pribor koji se koristi za vrijeme jela.
Osnovni pribor sastoji se od: noža, vilice, žlice i žličice, te čaša i tanjura. Ovisno o namjeni može biti: pribor za ribu, za kolače, za voće, za sladoled itd. Pribor za jelo od davnina izrađuje se od limenog željeza, a najčešće je od nehrđajućeg čelika, ponekad od drugih metala ili srebra.
Grad Sheffield u Engleskoj poznat je po proizvodnji pribora za jelo još od 17. stoljeća, a po toj je industriji ime dobio i vlak - Master Cutler - koji vozi od Sheffielda do Londona. Nehrđajući čelik razvijen je u Sheffieldu početkom 20. stoljeća, donoseći širokim masama pristupačan pribor za jelo. Glavni predmeti pribora za jelo prvi put su se zajedno pojavili na stolovima u Britaniji.
Pribor za jelo stavlja se prema redoslijedu upotrebe, tako da je prvi pribor koji se koristi najdalje od tanjura. Čaše se slažu pri vrhu tanjura, iznad pribora za desert, slijeva na desno (voda, crno vino, bijelo vino), od najveće prema najmanjoj.

## Metalni pribor za jelo
Sterling srebro je tradicionalni materijal od kojeg se izrađuje kvalitetan pribor za jelo. Povijesno gledano, srebro je imalo prednost u odnosu na druge metale jer je manje kemijski reaktivno. Kemijske reakcije između određenih namirnica i metala pribora za jelo mogu dovesti do neugodnog okusa. Zlato je još manje reaktivno od srebra, ali uporaba zlatnog pribora za jelo bila je ograničena na iznimno bogate, poput monarha. 
Čelik se koristio za utilitarnije noževe, a kositar se za neke jeftinije predmete, osobito žlice. Od 19. stoljeća, galvanizirano nikal srebro (EPNS) koristilo se kao jeftinija zamjena za sterling srebro. 
Godine 1913. britanski metalurg Harry Brearley slučajno je otkrio nehrđajući čelik, učinivši pribor za jelo dostupnim širim masama. Ovaj je metal postao dominantan metal koji se koristi u priboru za jelo. Alternativa je melkior, legura nikla i bakra otporna na koroziju, koja također ponekad može sadržavati mangan i nikal-željezo.

## Ostali materijali
Plastični pribor za jelo napravljen je za jednokratnu upotrebu i često se koristi na otvorenom za kampiranje, piknike i roštiljanje Plastični pribor za jelo također se često koristi restoranima brze hrane ili zrakoplovima ekonomske klase. Plastika se također koristi za dječji pribor za jelo. Često je deblji i izdržljiviji od jednokratnog plastičnog pribora za jelo.
Drveni pribor za jelo popularna je  biorazgradiva alternativa. Bambus (iako nije drvo) i javor popularni su izbori.
Jestivi pribor za jelo izrađuje se od osušenih žitarica. Prvenstveno se rade od riže, prosa ili pšenice. Budući da je za uzgoj riže potrebno puno vode, proizvođači nude proizvode na bazi prosa kao ekološki prihvatljivije. Tijesto se peče u kalupima koji ga stvrdnjavaju. Neki proizvođači nude mogućnost aromatiziranog pribora za jelo. Jestivi pribor za jelo razgrađuje se za otprilike tjedan dana.